# Сукцинат-полуальдегид-дегидрогеназа (НАДФ+)
Сукцинат-полуальдегид-дегидрогеназа (НАДФ+) (Шифр КФ 1.2.1.79, Дегидрогеназа янтарного полуальдегида (НАДФ+), сукцинат-полуальдегид-дегидрогеназа (НАДФ+), сукцинат полуальдегид:НАДФ+ оксидоредуктаза, НАДФ-зависимая сукцинат-полуальдегид-дегидрогеназа, GabD) — фермент, систематическое название которого сукцинат-полуальдегид:НАДФ+ оксидоредуктаза. Фермент катализирует следующую химическую реакцию:
сукциниловый полуальдегид + НАДФ+ + Н2О {\displaystyle \rightleftharpoons } сукцинат + НАДФН + 2 H+
Этот фермент участвует в деградации глутамата и 4-аминобутирата.

## Список литературы
1. ↑  Bartsch, K.; von Johnn-Marteville, A.; Schulz, A. Molecular analysis of two genes of the Escherichia coli gab cluster: nucleotide sequence of the glutamate:succinic semialdehyde transaminase  gene (gabT) and characterization of the succinic semialdehyde  dehydrogenase gene (gabD) (англ.) // Journal of Bacteriology[англ.] : journal. — 1990. — Vol. 172, no. 12. — P. 7035—7042. — PMID 2254272. — PMC 210825.
2. ↑  Jaeger, M.; Rothacker, B.; Ilg, T. Saturation transfer difference NMR studies on substrates and inhibitors of succinic semialdehyde dehydrogenases (англ.) // Biochemical and Biophysical Research Communications : journal. — 2008. — Vol. 372, no. 3. — P. 400—406. — doi:10.1016/j.bbrc.2008.04.183. — PMID 18474219.

## Внешние ссылки
- MeSH Succinate-semialdehyde+dehydrogenase+(NADP+)